# Samariscus sunieri
Samariscus sunieri är en fiskart som beskrevs av Weber och De Beaufort 1929. Samariscus sunieri ingår i släktet Samariscus och familjen Samaridae. Inga underarter finns listade i Catalogue of Life.